# Pýli (kommunhuvudort i Grekland)
Pýli är en kommunhuvudort i Grekland.   Den ligger i prefekturen Trikala och regionen Thessalien, i den centrala delen av landet, 240 km nordväst om huvudstaden Aten. Pýli ligger 225 meter över havet och antalet invånare är 1 790.
Terrängen runt Pýli är varierad. Runt Pýli är det ganska glesbefolkat, med 47 invånare per kvadratkilometer. Närmaste större samhälle är Trikala, 16,7 km nordost om Pýli. Trakten runt Pýli består till största delen av jordbruksmark.